# Miguel Grau
Miguel Grau Seminario (ur. 27 lipca 1834, zm. 8 października 1879) – kontradmirał marynarki wojennej Peru, jeden z peruwiańskich bohaterów narodowych, odznaczył się w wojnie o Pacyfik.

## Życiorys
Urodził się w Piura w Peru. Od młodości pływał na statkach, w 1854 wstąpił do Akademii Marynarki Wojennej Peru. W marcu 1856 w stopniu podporucznika marynarki uzyskał pierwszy przydział na fregatę „Apurimac”, lecz w listopadzie 1856 poparł zbrojne powstanie Manuela Ignacio de Vivanco przeciwko prezydentowi Ramónowi Castilla, które zakończyło się niepowodzeniem i Grau był zmuszony opuścić marynarkę wojenną. Pływał następnie na angielskich statkach handlowych.
Na skutek zmiany rządów w Peru, we wrześniu 1863 ponownie został przyjęty do aktywnej służby w marynarce wojennej i w grudniu awansowany. W 1864 został wysłany do Europy z misją zakupów okrętów, po czym został mianowany dowódcą 1600-tonowej korwety „Unión”, zbudowanej we Francji, którą przyprowadził do Peru. W tym czasie, w maju 1865 został awansowany przez prezydenta Pezeta na komandora podporucznika, lecz mimo to po dopłynięciu w lipcu do Valparaíso przystąpił ze swoim okrętem do powstania antyrządowego płk. Mariano Prado. W powstaniu tym brał następnie aktywny udział, patrolując wybrzeże i wypełniając zadania łącznikowe i transportowe, a w lipcu rząd powstańczy awansował go na komandora porucznika. Powstanie zakończyło się zwycięsko w listopadzie, po czym Grau jako dowódca „Unión” wziął udział w wojnie Peru i Chile z Hiszpanią. 7 lutego 1866 doszło do starcia okrętów sprzymierzonych z dwiema fregatami hiszpańskimi („Villa de Madrid” i „Blanca”) pod Abtao, zakończonego prestiżową porażką Hiszpanów, którzy nie zdołali pokonać sprzymierzonej floty (w starciu szczególnie odznaczyły się korwety „América” i „Unión”). W sierpniu 1866 jednak wraz z innymi marynarzami, którzy protestowali przeciw objęciu dowództwa floty przez amerykańskiego admirała Johna R. Tuckera, Grau podał się do dymisji, po czym został aresztowany za dezercję i osadzony na wyspie San Lorenzo. 11 lutego 1867 Grau i inni zostali uniewinnieni od zarzutów, a w kwietniu ożenił się z Dolores Cabero y Núñez, po czym podjął pracę w marynarce handlowej.
Na skutek niespokojnej sytuacji w kraju, w lutym 1868 Grau został ponownie powołany do służby przez prezydenta Pedro Diez Canseco, otrzymując dowództwo nowego monitora „Huáscar” i w lipcu awansując na stopień komandora. W 1869 prezydent Jose Balta nadał mu za bitwę pod Abtao tytuł „bohatersko zasłużonego dla Ojczyzny” (Benemérito a la Patria en grado heroico). Podczas nieudanej próby przewrotu braci Gutiérrez przeciw nowemu prezydentowi elektowi Manuelowi Pardo 22 lipca 1872, Grau zdecydowanie poparł Pardę. Później w tym roku został powołany do nowo utworzonej prezydenckiej doradczej Komisji Marynarki. Na początku 1873 patrolował wody wokół Chile i Boliwii w związku z napięciem się stosunków między tymi krajami. W kwietniu 1874 sformowano eskadrę szkolną okrętów (Escuadra de Evoluciones) w celu przeprowadzenia szeroko zakrojonych zespołowych ćwiczeń z taktyki morskiej, której dowódcą powołano Grau. 2 listopada 1874 „Huascar” przechwycił statek „Talismán” w zatoce Pacocha z ładunkiem broni, udaremniając powstanie antyrządowe Nicolása de Piérola. W styczniu 1875 rozwiązano eskadrę szkolną. Grau dowodził „Huáscarem” do 5 lipca 1876, kiedy to został wybrany jako deputowany do Kongresu z prowincji Paita. 1 czerwca 1877 został dowódcą floty Peru, zajmując się głównie szkoleniem i przygotowaniem okrętów do spodziewanego konfliktu. W lipcu 1878 ponownie został wybrany do Kongresu, opuszczając stanowisko dowódcy floty.
Sławę przyniosła mu wojna o Pacyfik z Chile, wypowiedziana przez Chile 3 kwietnia 1879. 28 marca tego roku Grau ponownie został dowódcą monitora „Huáscar”, który po wybuchu wojny, pod jego dowództwem przez kilka miesięcy prowadził śmiałe działania rajderskie na chilijskich liniach komunikacyjnych, topiąc statki transportowe, atakując porty i stając się najbardziej dokuczliwym zagrożeniem dla chilijskiej komunikacji. 21 maja 1879 „Huáscar” zatopił chilijską korwetę „Esmeralda” w bitwie pod Iquique. 26 sierpnia Grau został mianowany kontradmirałem. Przez pewien czas Grau wymykał się silniejszemu chilijskiemu zespołowi floty sformowanemu w celu jego przechwycenia. 8 października 1879 rano „Huáscar” i korweta „Unión” zostały jednak ostatecznie przechwycone przez główne siły chilijskie. W bitwie koło przylądka Angamos z chilijskimi pancernikami kazamatowymi „Almirante Cochrane” i „Blanco Encalada”, „Huáscar” został poważnie uszkodzony, a na skutek trafienia w wieżę dowodzenia, śmierć poniósł admirał Grau. Utrata „Huáscara” zaważyła na biegu wojny, dając Chilijczykom swobodę działań na morzu i transportu wojsk.
Miguel Grau i inni zabici zostali następnie pochowani z honorami wojskowymi w Mejillones w Chile; w 1958 jego szczątki zostały sprowadzone do Peru. Po śmierci stał się bohaterem narodowym Peru, lecz z uwagi na cechy osobiste był również postacią szanowaną i honorowaną w Chile, nazywany „rycerzem morza”. Gdy podczas bitwy pod Iquique 21 maja 1879 zginął dowódca chilijskiej korwety „Esmeralda” Arturo Prat, Grau napisał list z wyrazami szacunku do wdowy po nim, przesyłając jego osobiste rzeczy i szablę. Obecnie portret Grau jest umieszczony w salonie dowódcy monitora „Huascar”, będącego chilijskim okrętem-muzeum, obok portretów dwóch poległych chilijskich dowódców.
Na cześć admirała Grau, jego nazwisko nosiły trzy peruwiańskie krążowniki (Almirante Grau).

## Kariera oficerska Miguela Graua (polskie odpowiedniki stopni są przybliżone)
- 14 marca 1854: guardiamarina
- 4 marca 1856: alférez de fragata (podporucznik marynarki)
- 4 grudnia 1863: teniente primero graduado (kapitan marynarki)
- 8 stycznia 1864: teniente primero efectivo
- 1 maja 1865: capitán de corbeta (komandor podporucznik)
- 22 lipca 1865: capitán de fragata  (komandor porucznik)
- 25 lipca 1868: capitán de navío graduado (komandor)
- 23 kwietnia 1873: capitán de navío efectivo
- 26 sierpnia 1879: contralmirante (kontradmirał)